# El Chavernero
El Chavernero är en ort i Mexiko.   Den ligger i kommunen Cotaxtla och delstaten Veracruz, i den sydöstra delen av landet, 290 km öster om huvudstaden Mexico City. El Chavernero ligger 137 meter över havet och antalet invånare är 102.
Terrängen runt El Chavernero är platt. Runt El Chavernero är det ganska glesbefolkat, med 42 invånare per kvadratkilometer. Närmaste större samhälle är Loma Angosta, 7,3 km öster om El Chavernero. Omgivningarna runt El Chavernero är en mosaik av jordbruksmark och naturlig växtlighet.